# Литванска митологија
Литванска митологија (литв. Lietuvių mitologija) је митологија литванског политеизма, религије прехришћанских Литванаца. Као и други Индоевропљани, древни Литванци су задржали политеистичку митологију и верску структуру. У прехришћанској Литванији, митологија је била део политеистичке религије; након христијанизације митологија је опстала углавном у фолклору, обичајима и празничним обредима. Литванска митологија је веома блиска митологији других балтичких народа – Пруса, Летонаца, и сматра се делом балтичке митологије.

## Извори и докази
Рана литванска религија и обичаји били су засновани на усменој традицији. Стога су прве записе о литванској митологији и веровањима сачинили путници, хришћански мисионари, писци хроника и историчари. Првобитна литванска усмена традиција делимично је опстала у националним обредним и празничним песмама и легендама које су почеле да се записују у 18. веку.
Прве делове о балтичкој религији записао је Херодот описујући Неуре (Νευροι) у својим Историјама, а Тацит у својој Германији помиње Естију која је носила фигуре вепра и обожавала Мајку богова. Неуре помиње римски географ Помпоније Мела. У 9. веку постоји једно сведочанство о пруским (естијским) погребним традицијама од стране путника и трговца Вулфстана. У 11. веку Адам Бременски помиње Прусе, који живе у Самбији и њихове свете гајеве. Муслимански географ из 12. века Мухамед ел Идриси у Књизи о Рогеру помиње Балте као обожаваоце Свете ватре и њихов цветајући град Мадсун (Mdsūhn, Mrsunh, Marsūna).
Први забележени балтички мит – Прича о Совију откривена је као комплементарни уметак у копији Хронографије (Χρονογραφια) грчког хроничара из Антиохије, Јована Малале преписане 1262. године у Литванији. То је први забележени балтички мит, такође први стављен међу митове других народа – грчких, римских и других. Прича о Совију описује успостављање обичаја кремације који је био уобичајен код Литванаца и других балтичких народа. Помињу се имена балтичких богова Андајус, Перкунас, Жворуна и бога ковача Теливелиса.
Када је почео Пруски крсташки рат и Литвански крсташки рат, забележено је више сазнања из прве руке о веровањима Балта, али су ти записи помешани са пропагандом о „неверницима“. Један од првих вредних извора је Кристбуршки уговор из 1249. између паганских пруских кланова, које је представљао папски легат, и Тевтонских витезова. У њему се помиње обожавање Куркаса (Curche), бога жетве и жита, паганских свештеника (Tulissones vel Ligaschones), који су обављали одређене обреде на сахранама.
Chronicon terrae Prussiae је главни извор информација о биткама Реда са Старим Прусима и Литванцима. Садржи помињања о пруској религији и центру балтичке религије – Ромуви, где живи Криве-Кривајто као моћни свештеник кога су Пруси, Литванци и Балти Ливоније високо поштовали.
Livonian Rhymed Chronicle, која обухвата период од 1180. до 1343. године, садржи записе о етичком кодексу Литванаца и Балтичког народа.
Још један извор је Descriptiones terrarum, који је написао анонимни аутор средином 13. века, и који је био гост на крунисању литванског краља Миндовга. Аутор је такође напоменуо да су Литванци, Јотвинзи и Налсенијани прилично лако прихватили хришћанство, будући да су њихове дадиље у детињству обично биле хришћанке, али је хришћанство у Жемогитији уведено тек мачем.
Die Littauischen Wegeberichte (Описи литванских путева) је компилација од 100 рута у западном Великом војводству Литванији коју су припремили Тевтонски витезови и њихови шпијуни 1384–1402. Садржи описе и помињања литванских светих гајева и жртвених места — алки.
Ипатијева хроника написан 1425. помиње литванске богове и обичаје.
Симон Грунау је био аутор Preussische Chronik, написане негде између 1517. и 1529. године. Постао је главни извор за истраживање пруске митологије и један од главних извора истраживача и реконструктора литванске митологије. То је био први извор који је описао заставу Ваидевутиса. Књига је, међутим, садржавала многе идеје под знаком питања.
Француски теолог и кардинал Римокатоличке цркве Пјер д'Али помиње Сунце (Сауле) као једног од најважнијих литванских богова, који подмлађује свет као свој дух. Као и Римљани, Литванци посвећују недељу у потпуности Сунцу. Иако обожавају Сунце, немају храмове. Астрономија Литванаца се заснива на Месечевом календару.
Енеа Силвио Бартоломео Пиколомини, који је касније постао папа Пије II, у делу de Europa своје књиге Historia rerum ubique gestarum, цитира Јерома Прашког, који је сведочио да Литванци обожавају Сунце и гвоздени чекић који је коришћен за ослобађање Сунца од торња. Споменуо је и хришћанске мисионаре који су секли свете гајеве и храстове, за које су Литванци веровали да су домови богова.
Јан Ласицки је створио De diis Samagitarum caeterorumque Sarmatarum et falsorum Christianorum (О боговима Жемагитијанаца, и других Сармата и лажних хришћана) - написано око 1582. и објављено 1615, иако има неке важне чињенице, садржи и много нетачности, пошто није знао литвански и ослањао се на приче других. Списак литванских богова, који је дао Јан Ласицки, и даље се сматра важним и од интереса за литванску митологију. На његов рад су се ослањали каснији истраживачи Теодор Нарбут, Симонас Даукантас и Јонас Басанавичијус.
Матаус Праторијус у свом двотомном делу Deliciae Prussicae oder Preussische Schaubühne, написаном 1690. године, прикупио је чињенице о пруским и литванским ритуалима. Идеализовао је културу Пруса, сматрао је да припада култури античког света.
Судовска књига је била анонимно дело о обичајима, вери и свакодневном животу Пруса из Самбије. Рукопис је написан на немачком језику у 16. веку. Књига је укључивала списак пруских богова, поређаних по општем опадајућем редоследу од неба до земље до подземног света и била је важан извор за реконструкцију балтичке и литванске митологије.

### Даљи извори
Помезански статут из 1340. године, најранији потврђени документ обичајног права Балта, као и дела Дитриха од Нихајма (Кроника) и Себастијана Минстера (Космографија).
Збирке литванских песама које су снимили Лиудвикас Реза, Антанас Јушка и многи други у 19. веку и касније – међу њима и митолошке и обредне песме. На пример, песма коју је снимио Л. Реза - Mėnuo saulužę vedė (Месец се оженио Сунцем) одражава веровања за која је Л. Реза изјавио да су још увек жива у тренутку записивања.
Фолклорне збирке, између осталих, Мечисловаса Давајнис-Силвестрајитиса (сакупио око 700 жемогитијских бајки и прича) и Јонаса Басанавичијуса (сакупио стотине песама, прича, мелодија и загонетки).

## Историја учења
Преживеле информације о балтичкој митологији уопште су фрагментиране. Као и код већине древних индоевропских култура (нпр. Грчка и Индија), првобитни примарни начин преношења основних информација као што су митови, приче и обичаји био је усмени, а тада непотребан обичај писања уведен је касније током периода хришћанске културе засноване на тексту. Већина раних писаних извештаја су врло кратки и сачинили су их странци, обично хришћани, који нису одобравали паганске традиције. Неки академици неке текстове сматрају нетачним грешкама или чак измишљотинама. Поред тога, многи извори наводе многа различита имена и различите правописе, тако да понекад није јасно да ли се односе на исту ствар.
Литванија је постала христијанизована између краја 14. века и почетка 15. века, али је литвански политеизам опстао још два века, постепено губећи утицај и кохерентност као религија. Последња схватања старе религије опстала су отприлике до почетка 19. века. Реликвије старе политеистичке религије већ су биле проткане песмама, причама и другим митским причама. Постепено су се обичаји и песме литванског политеизма спојили са хришћанском традицијом. Почетком 20. века Михал Пијус Ремер је приметио – „Литванска фолклорна култура која има своје изворе у незнабоштву је у потпуној сагласности са хришћанством“.
Едмунд Векенштед је 1883. године објавио књигу Die Mythen, Sagen und Legenden der Zamaiten (Litauer) (Митови, саге и легенде Жемогитијанаца (Литванаца)).
Није лако реконструисати литванску митологију у њеном пуном облику. Литванска митологија није била статична, већ се стално развијала, тако да није остала у истом облику током дужих периода.
Ј. Длугош је покушао да истражи митове и религију старих Литванаца. Сматрао је блиској античкој култури Рима. Готово сви аутори ренесансе - Ј. Длугош, М. Стријковски, Ј. Ласицки, М. Праториус и други, ослањали су се не само на претходне ауторе и хроничаре, већ су укључивали и чињенице и сведочанства свог времена. Пошто су ренесансни научници били прилично упућени у културу античког света, на њихово тумачење литванске религије утицале су римске или грчке културе.
Многи научници су радије писали сопствене реконструкције литванске митологије, такође засноване на историјским, археолошким и етнографским подацима. Прву такву реконструкцију написао је литвански историчар Теодор Нарбут почетком 19. века.
Интересовање за балтичку и литванску митологију расло је заједно са интересовањем за литвански језик међу индоевропеистима, пошто су конзервативни и аутохтони балтички народи сачували веома архаичан језик и културне традиције.
Италијански лингвиста Виторе Пизани је заједно са својим истраживањем балтичких језика проучавао литванску митологију. Два позната покушаја реконструкције недавно су покушали Марија Гимбутас и Алгирдас Јулиен Греимас. Према Г. Бересеневичијусу, немогуће је реконструисати литванску митологију у целини, јер су постојали само фрагменти који су преживели. Марија Гимбутас је истраживала литванску и балтичку митологију користећи своју методу - археомитологију где се археолошки налази тумаче кроз познату митологију. Материјал везан за литванске чаролије користили су В. Иванов и В. Топоров да би рестаурирали индоевропске митове.
Најсавременији академици који су истраживали литванску митологију у другој половини 20. века били су Норбертас Велијус и Гинтарас Бересневичијус.

## Пантеон литванских богова
Пантеон Литваније формиран је хиљадама година спајањем прединдоевропске и индоевропске традиције. Женски богови као што је Жемина (богиња земље) приписују се прединдоевропској традицији, док се сматра да веома експресивни бог грома Перкунас потиче из индоевропске религије. Хијерархија богова зависила је и од друштвених слојева древног литванског друштва.
Диевас, који се назива и Dievas senelis („Бог старац“), Dangaus Dievas („Бог неба“) – врховни бог неба. Потиче од праиндоевропског Dyēus, "небески" или "сјајан", из истог корена реконструисаног главног бога протоиндоевропског пантеона. Односи се на старогрчког Зевса (Ζευς или Διας), латинског Дија Фидија, лувијанског Tiwat, немачког Tiwaz. Име Диевас се у хришћанству користи као име Бога.
Андајус (Андајас, Андојас) се помиње у хроникама као најмоћнији и највиши бог Литванаца. Литванци су узвикивали његово име у бици. Можда је то само епитет врховног бога - Диеваса.
Перкунас, бог грома, такође синонимично назван Dundulis, Bruzgulis, Dievaitis, Grumutis итд. Уско је повезан са другим боговима грома у многим индоевропским митологијама: ведски Парјања, келтски Таранис, германски Тор, словенски Перун. Фински и мордвински/ерза бог грома по имену Пур'гинепаз приказује фолклорне теме које личе на слике литванског Перкунаса. Перкунас је помоћник и извршилац Диевасовог тестамента. Такође је повезан са храстом.
Диево сунелиаи („Диевасови синови“) – Ашвиениаи, вуку кочију Сауле (Сунца) кроз небо. Као грчки Диоскури Кастор и Полукс, то је мит о Божанским близанцима заједничка индоевропска митологија. Два добро прихваћена потомка Божанских близанаца, ведски Ашвини и литвански Ашвиениаи, су лингвистички сродници који на крају потичу од протоиндоевропске речи за коња, *h₁éḱwos. Они су повезани са санскритским асва и авестанским аспа (из индоиранског *aćua), и са старолитванским ашвама, а сви деле значење „кобила“.
Велниас (Велас, Велинас) – хтонски бог подземља, везан за култ мртвих. Корен речи је исти као у литв. vėlė ('душа покојника'). Након увођења хришћанства изједначен је са злом и Велниас је постао литвански назив за ђавола. У неким причама, Велниас (ђаво) је био први власник ватре. Бог је послао ласту, која је успела да украде ватру.
Жемина (Жеме, Жемеле) (од литв. žemė "земља") је богиња земље. Везује се за трачанску Земеле (мајка земља), грчку Семелу (Σεμελη). Обично се сматра богињом мајком и једном од главних литванских богова. Жемина персонификује плодну земљу и храни сав живот на земљи, људски, биљни и животињски. За богињу се каже да је удата или за Перкунаса (бог грома) или за Праамжијуса (манифестација главног небеског бога Диеваса). Тако је пар формирао типичан индоевропски пар мајка-земља и отац-небо. Веровало се да у свако пролеће земљу треба да импрегнира Перкунас - кишом и грмљавином. Перкунас откључава  земљу. Забрањено је било орати или сејати пре прве грмљавине јер би земља била неплодна.
Жверине (Жворуна, Жворуне) – богиња лова и шумских животиња. Медеина је име у другим изворима.
Медеина - богиња шуме и лова. Истраживачи сугеришу да су она и Жверине (Жворуне) могле бити обожаване као иста богиња.
Жемепатис (од литв. žemė "земља" и литв. pàts "аутономни доносилац одлука, владар"; или "Земљани супружник" ) – бог земље, жетве, имања и имања. Мартинас Мажвидас је 1547. године у свом Катихизису позвао на напуштање култа Жемепатиса.
Жваигждикис (Жваигждистис, Жваигждукас, Шваистикас) – бог звезда, моћни бог светлости, који је обезбедио светлост за усеве, траву и животиње. Био је познат као Сваикстикас (Сваиктикс, Шваиктикс, Шваитестикс) од стране Јотвинга.
Габија (позната и као Габиета, Габета, Матергабија, Пеленгабија) је дух или богиња ватре. Она је заштитница породичног огњишта (шеимос жидинис) и породице. Њено име потиче од литв. gaubti – окрити, заштитити. Нико није смео да гази на огрев, јер се сматрало храном за богињу ватре. И данас постоји традиција венчања у Литванији да се запали нови симболични породични камин од родитеља младенаца.
Лаима (од литв. lemti – "одредити") или Лаиме – је богиња која даје судбину.
Бангпутис (од литв. banga "талас" и литв. pūsti   "дувати") – бог мора, ветра, таласа и олује. Обожавали су га рибари и поморци.
Телијавелис/Калевелис – ковач-бог или бог путева. Први пут се помиње у копији Хронографије (Χρονογραφια) Јована Малале из 1262. као Телијавел. Литвански лингвиста Казимиерас Буга реконструисао је претходни облик – Калвелис (од литв. kalvis "ковач" у деминутивном облику). Телиавелис/Калевелис је својим гвозденим чекићем ослободио Сауле (Сунце) из мрака. У литванским бајкама забележеним много касније, врло је честа опозиција калвис („ковач“) и велниас („ђаво“).

## Периоди литванске митологије и религије
Прехришћанска литванска митологија позната је углавном кроз сведочане фрагменте које су забележили хроничари и народне песме; постојање неких митолошких елемената, познатих из каснијих извора, потврђени археолошким налазима. Систем политеистичких веровања се огледа у литванским причама, као што су Јурате и Каститис, Егле, краљица змија и Мит о Совију.
Следећи период литванске митологије започео је у 15. веку и трајао отприлике до средине 17. века. Митови овог периода су углавном херојски, а тичу се оснивања државе Литваније. Две можда најпознатије приче су оне о сну великог војводе Гедимина и оснивању Виљнуса, главног града Литваније, и Швентарагисове долине, која се такође тиче историје Виљнуса. Многе приче ове врсте одражавају стварне историјске догађаје. Већ до 16. века постојао је неуједињен пантеон; подаци из различитих извора нису одговарали један другом, а локални духови, помешали су се са општијим боговима и уздигли се на ниво богова.
Трећи период почиње све већим утицајем хришћанства и деловањем језуита, отприлике од краја 16. века. Ранији конфронтацијски приступ прехришћанском литванском наслеђу међу обичним људима је напуштен, а учињени су покушаји да се народна веровања користе у мисионарским активностима. То је такође довело до укључивања хришћанских елемената у митске приче.
Последњи период литванске митологије почео је у 19. веку, када је значај старог културног наслеђа признат, не само од стране виших слојева, већ и од шире нације. Митске приче овог периода углавном су одраз ранијих митова, који се не сматрају истинитим, већ кодираним искуствима прошлости.

## Елементи и природа у литванској митологији

### Елементи, небеска тела и природни феномени
Приче, песме и легенде ове врсте описују законе природе и такве природне процесе као што су смена годишњих доба, њихове међусобне везе и везе са постојањем људи. Природа се често описује у смислу људске породице; у једном централном примеру (који се налази у многим песмама и причама), сунце се зове мајка, месец отац, а звезде сестре људских бића. Литванска митологија је богата боговима и мањим боговима воде, неба и земље. Обожавани су свети гајеви, посебно лепа и препознатљива места – бирана је алка (свето место) за жртвовање боговима.

#### Ватра
Ватру врло често помињу хроничари, када су описивали литванске ритуале. Литвански краљ Алгирдас се чак у документима цариградског патријарха Нила ословљавао као „ватрољубиви краљ Литваније“ (τω πυρσολατρη ρηγι των Λιτβων).

#### Вода
Вода се сматрала примарним елементом - легенде које описују стварање света обично говоре да "у почетку није било ничега осим воде". Извори су обожавани – сматрани су светим. За реку се сматрало да раздваја области живота и смрти. Ако се насеље налазило на реци, онда су покојници сахрањивани на другој страни реке. Извори воде су били веома поштовани и била је традиција да се свака вода - извор, бунар, река, језеро одржава чистом. Чистоћа је била повезана са светошћу.

#### Свети гајеви
Свети гајеви нису сматрани светим сами по себи, већ као дом богова. Јероним Прашки је био ватрени мисионар у Литванији, предводио је сечење светих гајева и скрнављење литванских светих паганских места. Једна Литванка је стигла до Витолда Великог са жалбом да губе своја места где су се молили врховном богу – Диевасу да ускрати сунце или кишу. Када се свети гајеви униште, они не знају где да траже Диевас пошто је изгубио свој дом. Јероним Прашки је коначно послат из земље.

#### Небеска тела
Небеска тела – планете су посматране као породица. Менулис (Месец) је оженио Сауле (Сунце) и имали су седам ћерки: Аушрине (Звезда Јутарња – Венера), Вакарине (Звезда Вечерња – Венера), Индраја (Јупитер), Ваивора или сина Пажариниса у неким верзијама (Меркур), Жиездре (Марс), Селија (Сатурн), Жеме (Земља). Три ћерке су живеле близу своје мајке Сауле, а три су путовале.
Грижуло Ратаи (такође – Григо Ратаи, Перкуно Ратаи, Вежимас) (Велики медвед) замишљен је као кочија за Сунце које путује небом, Мажиеји Грижуло Ратаи (Мали медвед) – кочија за кћер Сунца.
Зодијачки или астролошки знаци били су познати као ослободиоци Сауле (Сунца) из куле у коју је закључао моћни краљ – легенда коју је забележио Јероним Прашки у 14-15 веку.

## Литванске легенде
Легенде (падавимаи, сакмес) су кратке приче које објашњавају локална имена, изглед језера и река, других значајних места као што су хумке или велико камење.

## Литвански митови
- Прича о Совију[3]
- Мит о богу ковачу Телијавелису који ослобађа Сунце
- Космогонијски митови о небеским телима: Аушрине, Сауле и Менулис, Грижуло Ратаи - такође познат као "небеска брачна драма".[58]
- Јелен са девет тачака (Елниас девиниарагис) – јелен који носи небо са планетама на роговима.
- Егле краљица змија
- Јурате и Каститис
- Прича о свештеници (ваидилуте) Бируте и великом војводи Кестутису
- Гвоздени вук – легенда о оснивању Вилњуса
- Палемониди – легенда о пореклу Литванаца

## Наслеђе
Литванска митологија служи као стална инспирација литванским уметницима. Многа тумачења Егле – Краљице змија настала су у поезији и визуелној уметности. У модерној литванској музици политеистички ритуали и песме сутартине биле су извор инспирације за Бронијуса Кутавичијуса. Често се деци дају стара литванска имена везана за природу и митологију. Хришћанска религија у Литванији усвојила је многе незнатно трансформисане паганске традиције. Храстови се и даље сматрају посебним дрветом, а травнате змије се пажљиво третирају. Старе песме и паганска култура служе као инспирација за рок и поп музичаре.
- Legacy of the Lithuanian mythology
- Литвански тип крста - саулуте (мало сунце) са древним, прехришћанским мотивима
- Парадни појас официра литванске војске, украшен орнаментима Жалтиса
- Гвоздени вук (лик) се користи као маскота од стране литванске војске (Моторизована пешадијска бригада Гвоздени вук)
- Скулптура Егле краљице змија у Паланги, Литванија
- Содас (Башта) - симболична представа света и хармоније